# 8728 Мімацу
8728 Мімацу (8728 Mimatsu) — астероїд головного поясу, відкритий 7 листопада 1996 року.
Тіссеранів параметр щодо Юпітера — 3,512.